# Sankt Thomas am Blasenstein
Sankt Thomas am Blasenstein är en kommun  i Österrike. Den ligger i distriktet Perg i förbundslandet Oberösterreich, 120 kilometer väster om huvudstaden Wien. 
Kommunen består av 18 orter (Ortschaften) (inom parentes invånarantal 1 januari 2024):

- Am Sonnenhang (46)
- Bergweg (28)
- Großmaseldorf (66)
- Kirchenweg (46)
- Kleinmaseldorf (49)
- Markt (81)
- Mitter Sankt Thomas (52)
- Ober Sankt Thomas (157)
- Panoramaweg (52)
- Pierbach (15)
- Puchberg (0)
- Rechberg (27)
- Schulstraße (49)
- Teichsiedlung (42)
- Thomasreit (91)
- Thomastal (12)
- Unter Sankt Thomas (78)
- Untermaseldorf (43)